# Ryan Gibbons
Ryan Gibbons (Johannesburgo, 13 de agosto de 1994) es un ciclista profesional sudafricano, miembro del equipo Lidl-Trek.

## Palmarés
2017
- Tour de Langkawi, más 1 etapa

2018
- 2.º en el Campeonato de Sudáfrica Contrarreloj

2019
- 2.º en el Campeonato de Sudáfrica en Ruta
- 3.º en el Campeonato Africano Contrarreloj
- Juegos Panafricanos Contrarreloj
- 2.º en los Juegos Panafricanos en Ruta

2020
- Campeonato de Sudáfrica en Ruta

2021
- Campeonato Africano Contrarreloj
- Campeonato Africano en Ruta
- Campeonato de Sudáfrica Contrarreloj
- Trofeo Calviá

2024
- Campeonato de Sudáfrica Contrarreloj
- Campeonato de Sudáfrica en Ruta

## Resultados en Grandes Vueltas y Campeonatos del Mundo
Durante su carrera deportiva ha conseguido los siguientes puestos en las Grandes Vueltas. 
| Carrera              | Carrera              | 2016 | 2017 | 2018 | 2019 | 2020  | 2021 | 2022 | 2023 | 2024 |
| -------------------- | -------------------- | ---- | ---- | ---- | ---- | ----- | ---- | ---- | ---- | ---- |
|                      | Giro de Italia       | —    | Ab.  | 84.º | 91.º | —     | —    | —    | 68.º | —    |
|                      | Tour de Francia      | —    | —    | —    | —    | 121.º | —    | —    | —    | 87.º |
|                      | Vuelta a España      | —    | —    | 82.º | —    | —     | 36.º | —    | —    | —    |
| Mundial en Ruta      | Mundial en Ruta      | Ab.  | —    | —    | —    | —     | Ab.  | —    | Ab.  | —    |
| Mundial Contrarreloj | Mundial Contrarreloj | —    | —    | —    | —    | —     | 19.º | —    | 22.º | —    |

—: no participa
Ab.: abandono